# Логвинська сільська рада
| Логвинська сільська рада — колишній орган місцевого самоврядування у Володарському районі Київської області з адміністративним центром у с. Логвин. Історична дата утворення: в 1923 році. Водоймища на території, підпорядкованій даній раді: річки Рось, Тарганка. Сільській раді підпорядковані населені пункти: - с. Логвин - с. Михайлівка |

## Склад ради
Рада складалася з 16 депутатів та голови.

### Керівний склад ради
| ПІБ                              | Основні відомості                                                                             | Дата обрання | Дата звільнення |
| -------------------------------- | --------------------------------------------------------------------------------------------- | ------------ | --------------- |
| Бабенко Володимир Миколайович    | Сільський голова, 1971 року народження, освіта, член Всеукраїнського об'єднання 'Батьківщина' | 26.03.2006   | 31.10.2010      |
| Бабенко Володимир Миколайович    | Сільський голова, 1974 року народження, освіта вища, безпартійний                             | 31.10.2010   | 18.03.2012      |
| Якуненко Валентина Володимирівна | Сільський голова, 1966 року народження, освіта вища, член Партії регіонів                     | 18.03.2012   |                 |

Примітка: таблиця складена за даними джерела